# Alfonso Limón Montero

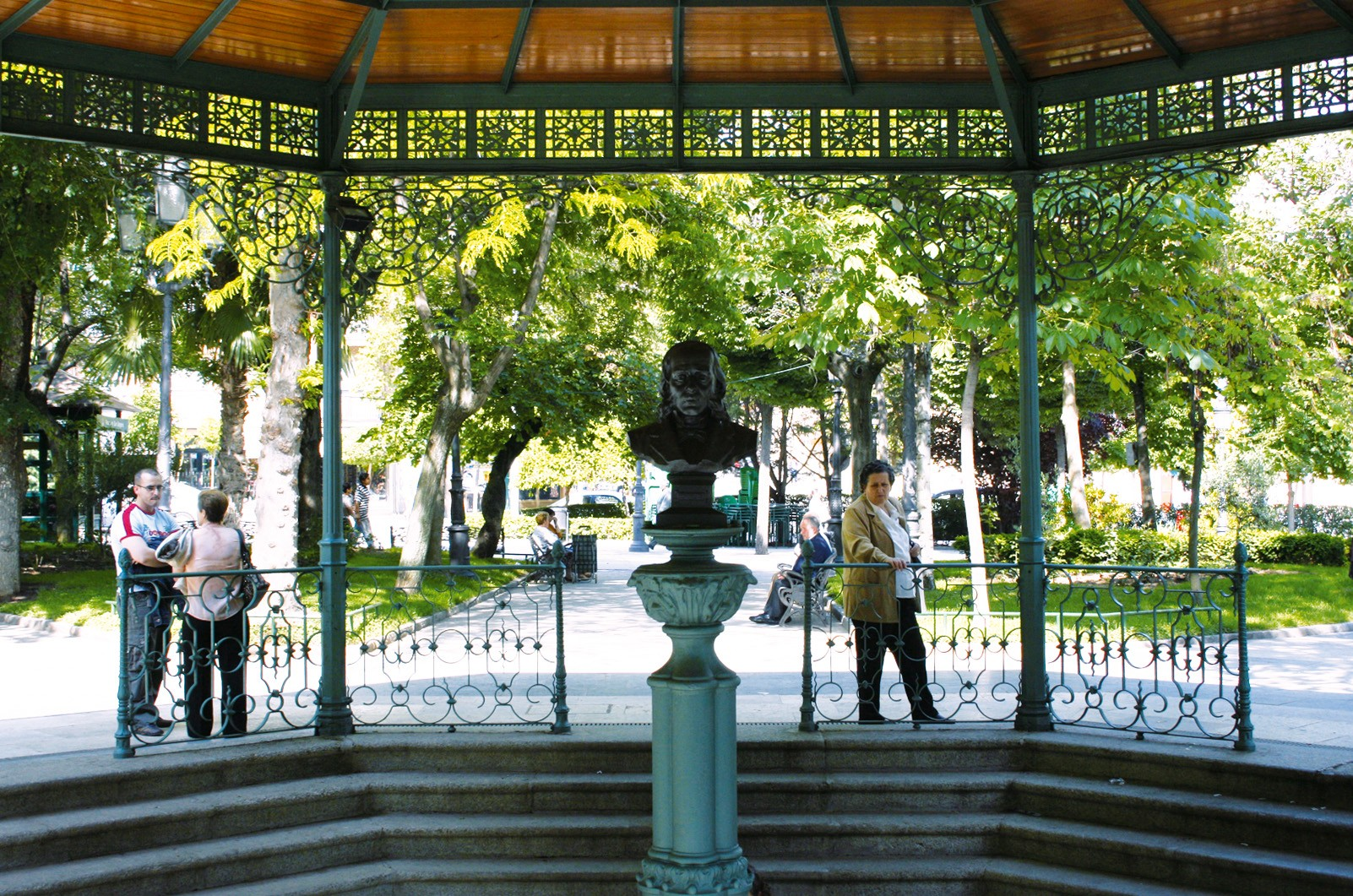
Busto del doctor Alfonso Limón en la Fuente agria de Puertollano

Alfonso Limón Montero (Puertollano, 1628-Alcalá de Henares, 1682) fue un médico español del siglo XVII.

## Biografía
Hijo de Alonso Limón y Ana García, casados en 1622, estudió medicina en Universidad de Alcalá de Henares, y fue durante casi tres lustros médico titular de la madrileña localidad de Paracuellos de Jarama. En la citada universidad de Alcalá de Henares fue colegial artista en 1648, bachiller en artes en 1649 y en medicina en 1653. Hizo seis actos en dicha facultad para graduarse de licenciado y por fin de doctor en enero de 58. Sustituyó en las cátedras de vísperas del doctor Miguel de Alba (médico de cámara), y en las de cirugía que tuvo el doctor Gregorio Castel y Juan de Peribáñez. Fue examinado de médico y cirujano por el Real Protomedicato y leyó la cátedra de vísperas de medicina en 1662. La de cirugía la leyó en 66 y otra vez desempeñó la cátedra de vísperas de medicina desde el 29 de abril de 1667, cuando contaba 38 años de edad.
Tras haberlo intentado en cuatro ocasiones, la primera en 1662, en 1677 tampoco pudo conseguir la de prima, vacante por la renuncia del doctor Gregorio Castel (pues había sido nombrado médico de cámara de Carlos II); fue obtenida por su compañero y también catedrático de vísperas Diego de Madrid y Jaras y ya permaneció como catedrático de vísperas hasta su muerte en 1682.
Es conocido por haber realizado varios estudios sobre aguas minerales en España, recopilados en su obra póstuma, publicada en 1697, que se titula: Espejo cristalino de las aguas de España. Otra de sus obras fue un tratado sobre la orina: Tractatus de urinis in quatuor disputationes divisus (1674). 
El Espejo (impreso póstumo en 1697, aunque comenzado en 1677 y concluido en 1679), gran título inicial de la hidrología médica en España, se organiza en cuatro partes o "libros". El primero se ocupa de las aguas simples y minerales en general, de sus principales fuentes en nuestra península y, con especial detalle, de las "aguas acedas" (ácidas) del Campo de Calatrava. El segundo trata de los baños españoles de aguas termales. El tercero y el cuarto examinan, respectivamente, "los baños de aguas simples, así fríos como calientes artificialmente" y los "compuestos de cocimiento y mezclas de cosas diversas". Limón Montero recurrió a casi medio centenar de corresponsales de toda la península, la mayoría médicos, quienes le proporcionaron datos acerca de las aguas mineromedicinales existentes en la localidades en las que residían y también datos de las destilaciones que hacían. El doctor Montero añadía a la información de sus corresponsales la resultante de sus propios trabajos. Pesaba exactamente el residuo de las aguas para conocer su mineralización, examinaba sus caracteres organolépticos y lo sometía a análisis químico. La obra incluye numerosos datos químicos, no solamente relativos a las aguas, sino también a la preparación de medicamentos y a las propiedades de diversos metales y minerales. Cita a alquimistas, como Paracelso (1493-1541) y sus sucesores; a galenistas eclécticos como Daniel Sennert (1572-1637) y a otros autores relacionados con la química, como Georgius Agricola. Se opone abiertamente a las doctrinas alquímicas, criticando, por ejemplo, su pretendido "oro potable" con argumentos experimentales. Su actitud ante el paracelsismo y la iatroquímica es la propia de los galenistas moderados o eclécticos. Algunos datos incluidos en el libro que ocurrieron después de su muerte obligan a deducir que el libro fue corregido o ampliado por otra mano antes de su publicación, quizá la de su hijo Francisco.
En Puertollano se le ha conmemorado con un busto en el monumento conocido con el nombre de Fuente agria.

## Obras
- Espejo cristalino de las aguas de España : hermoseado y guarnecido con el marco de variedad de fuentes y baños cuyas virtudes, excelencias y propiedades se examinan, disputan y acomodan à la salud... y conveniencias de la vida humana su autor el Doct. D. Alfonso Limon Montero, Cathedratico de visperas de Medicina en... Alcalá de Henares.... Alcalá de Henares: Francisco García Fernández... y a su costa, 1697. Hay ed. moderna del Instituto Geológico y Minero de España, 1979.
- Tractatus de urinis in quattuor disputationes divisus, Alcalá, F. García Fernández, 1674. Hay edición moderna de E.T.D., 1991